# Mordru
Mordru (También conocido como "Mordru el despiadado") es un personaje ficticio, un supervillano que aparece en los cómics y otros medios relacionados de DC Cómics.
Mordru es el Señor más prominente del caos y está destinado a sobrevivir incluso después del fin del universo, a pesar de que normalmente es mostrado como un poderoso hechicero. Mientras que él es representado a veces como un adversario de la Sociedad de la justicia de América y la Señor del Orden conocida como Amatista, los enemigos principales de Mordru son la Legión de Superhéroes en el futuro del siglo 30 y 31. Es posiblemente el enemigo más poderoso del equipo.

## Historia de la publicación
Mordru apareció por primera vez en Adventures Cómics #369 (junio 1968) siendo creado por Jim Shooter y Curt Swan.

## Biografía del personaje

### Gemworld
Mordru comienza su existencia como Wrynn, uno de los gemelos de Lord Topaz y Lady Turquoise. Wrynn queda fascinado por el estudio de la magia negra. Al realizar un ritual de invocación, Wrynn accidentalmente resucita un golem de piedras preciosas llamado Flaw, un sirviente del Niño y uno de los Señores del Caos. Flaw había elegido a Wrynn para ser el instrumento de los Señores del Caos que querían retomar a Gemworld. Renombraron a Wrynn, con el nombre de "Mordru" y le dieron un tremendo poder mágico. Wrynn mata a su hermano gemelo Donal, durante una batalla con Amatista, Princesa de Gemworld. Él es desterrado de los Doce Reinos de Gemworld. Amatista no está satisfecha con este castigo y bloquea a Mordru dentro de Gemworld fusionándolo con el planeta mismo. Durante sus años dentro de Gemworld, Mordru desarrolla tapefobia (el miedo de ser enterrado vivo). Este es el "talón de Aquiles" de Mordru. 

### Pre-Crisis (sigloXX)
Cronológicamente (en el tiempo del Universo DC), su primera batalla con los héroes se produce durante una reunión entre la Liga de la justicia de América de Tierra-Uno y la Sociedad de la Justicia de América de Tierra Dos. Mordru (que habita el universo de la Tierra-Uno) mágicamente se remonta a través del tiempo desde el siglo 30 hasta el 20, con el fin de capturar a los miembros de la JLA y JSA y traerlos al futuro para que puedan recuperar artefactos que liberan a los Tres demonios y le permiten robar sus poderes. Durante la batalla, la Liga de Justicia y la Sociedad de Justicia se alían con la Legión de Superhéroes. Su plan falla. Hay una cierta pérdida de continuidad después de la crisis en las tierras infinitas, la batalla se restaura a la continuidad por los acontecimientos de la crisis infinita, donde la liga de la justicia y la sociedad de la justicia residen en una "nueva tierra combinada".

### Post-Crisis (siglosXXyXXI)
Después de la Crisis en las Tierras Infinitas, Mordru es refundido como un eterno "Señores del Caos". Intenta robar el poder del "Doctor Fate" y durante un tiempo es encarcelado en el amuleto de Fate. Una vez que escapa, él domina a Fate (Héctor Hall), le roba el amuleto del cuello y se lleva el atuendo familiar del Doctor Fate. Con la ayuda de Eclipso y Obsidian, Mordru trata de conquistar el mundo pero es derrotado por el Doctor Fate y la Sociedad de Justicia. Destino encarcela a Mordru dentro de la "Roca de la Eternidad". Allí, Mordru es custodiado por el Mago Shazam. Espectro es seducido por Jean Loring, organizado por Eclipso, luego asesina Shazam momentos después de Mordru escapa. La aparición de Mordru en el arco de la historia de JSA: Princes of Darkness marca una conexión con la historia de Power Girl y su revisión en Crisis infinita. (La derrota de Mordru implica la liberación del alma del hechicero Atlante Arion. Arion afirma que no es el abuelo de Power Girl).
Después de su escape de la "Roca de la Eternidad", Mordru busca venganza sobre Destino y la Sociedad de Justicia. Durante la batalla de Mordru con Destino, Mordru y Destino encuentran diferentes líneas de tiempo, como la línea de tiempo del Reino Venido. Destino se burla de Mordru, diciendo que es un 'accidente cósmico' y un cáncer y que no existen otras versiones de él. Mordru es entonces derrotado por Jakeem Thunder, quien lo coloca "en algún lugar donde ninguno de nosotros lo volverá a ver".
Mordru vuelve a enfrentar a destino. Sin embargo, los miembros de la Sociedad de Justicia ven el ardid. Siendo expulsado, Mordru vuelve a su forma original. (Volumen 2, número 34).

### Hora Cero(siglo XXX)
En el siglo 30, Mordru se convierte en una de las figuras más poderosas del universo. Aunque la historia de Mordru sufre alguna pérdida de continuidad, hay una trama esencial: Mordru aparece en Zerox (el planeta del Sorcerer). Se une a los hechiceros, se eleva en el poder y toma el control en un golpe. Al hacerlo, roba los poderes de los hechiceros. Sin embargo, su aprendiz, Mysa Nal (la bruja blanca) se escapa. Mordru, ahora conocido como el "Señor Oscuro", crea un imperio imparable, tiránico, espacial al conquistar planetas cercanos. Combina la tecnología de los planetas conquistados con su brujería. Por ejemplo, puede atascar las armas de un enemigo antes de una batalla espacial. Sin embargo, Brainiac 5
advierte que el Señor Oscuro está escogiendo sus conquistas cuidadosamente "como si seleccionara objetos de la bandeja de un joyero" (Adventure Comics #369). La Tierra permanece libre, defendida por "La Legión de Superhéroes". En una gran batalla espacial, la Legión derrota la armada del Señor Oscuro. Mordru lucha de nuevo por aparecer como un gigante blindado de cien pies. Después de derrotar a la legión, vuelve a su estatura normal para regocijarse en su victoria, no darse cuenta de que Mon-El y Superboy no estaban presente durante la pelea. Luego es rápidamente sellado en una bóveda. Esto desencadena su fobia haciéndolo comatoso. La bóveda está situada debajo de la Sede de la Legión. 
Mientras explora la sede, Shadow Lass, encuentra la bóveda de Mordru y abre la puerta exterior. Mientras intenta abrir la puerta principal, es interrumpida por Mon-El, quien advierte a Shadow Lass y cierra la bóveda. Abre una ventana de vidrio exterior que les permite ver con seguridad dentro, pero ven que Mordru es revivido y que viene por el lado de la bóveda. Mon-El suena la alarma y Superboy intenta alcanzarlo, pero Mordru lo deja inconsciente, incluso sin todavía haber recuperado toda su fuerza. La Legión huye a través de una burbuja del tiempo. La Legión no tiene tiempo para poner la burbuja y llegar a su último escenario, Smallville en el tiempo de Superboy. Ocultan la burbuja y ayudan a Clark Kent (Superboy) que asumen las identidades secretas. A través de Lana Lang y los habitantes de Smallville, Mordru encuentra a la Legión. Luchan y otra vez, Mordru queda encarcelado. Esto establece el clásico ciclo de la historia de Mordru: Mordru es liberado, continúa su obsesión con destruir a la legión y luego pierde en la batalla, solo para quedar atrapado de nuevo hasta la próxima vez. 

### Earthwar
Mordru manipuló los Raiders de Recursos, los Khunds, el Círculo Oscuro y los eventos en el Mundo de Weber (una conferencia diplomática entre los Planetas Unidos y el Dominio) con el fin de tomar la Tierra y derrotar a la Legión. Mordru es derrotado. Después de la crisis, los Khunds y el Círculo Oscuro son expulsados del territorio de los Planetas Unidos. La U.P. Y el Dominio firman un extenso tratado de paz. 

### Señor Romdur
Mordru huye a Avalon (un planeta de remanso). Él toma el nombre Romdur (un anagrama de Mordru). Star Boy utiliza su poder de "inducción de masas" para colapsar el castillo de Mordru, atrapándolo de nuevo.

### Saga de la gran Oscuridad
Uno de los Siervos de la Oscuridad de Darkseid libera a Mordru del encarcelamiento en Avalon, y Darkseid roba sus poderes. Se deja impotente en Zerox. 

### Volumen 4
Mordru está destinado a gobernar el universo durante mil años. El Señor del tiempo trata de usar La Legión para detener el ascenso de Mordru al poder. Sin embargo, en la Gran Saga de la Oscuridad, La Legión se hace más poderosa de lo esperado. El señor del tiempo se da cuenta de que la legión es una amenaza potencial. Cuando Mon-El destruye al señor del tiempo, provoca una interrupción del continuo espacio-tiempo y revela un universo en el que Mordru llega al poder. Glorith, un villano menor, lanza un hechizo, a expensas de su propia vida. Con este hechizo, regresa en el tiempo y se convierte en un manipulador del tiempo responsable de la creación de la Legión (y modificando la línea de tiempo para explicar la eliminación de Superboy y Supergirl de la continuidad y su reemplazo con Valor y Andrómeda, Valor es una combinación de Mon-El con la historia de Superboy e influencia en la Legión). 
En la nueva línea de tiempo, Glorith orquesta una batalla entre Mordru y la Legión. Glorith planea que Mordru y La Legión se destruyan entre sí para poder llegar al poder. Ultra Boy descubre su plan. Él obliga a Mordru a atacar Glorith. Es esta batalla la que se dice que explica la vacilante conquista planetaria de Mordru. (Adventures Cómics #369). En este punto, los Hechiceros de Zerox encuentran la oportunidad de quitar los poderes de Mordru y curar su mente. Él encuentra el contentamiento en Zerox y más adelante, después de que Zerox fue destruido en las "guerras mágicas", en Tharn. Se casa con Mysa Nal. 
Después de las guerras mágicas, hay un colapso galáctico y Tharn hace frente a la destrucción por el Khund. Para proteger al planeta contra las naves de Khund, el Concilio de Hechiceros restaura los poderes de Mordru (aunque saben que el poder corromperá a Mordru). Mordru derrota al Khund y se convierte en Emperador. No es tan poderoso como antes. Él puede derrotar a los linterna verde, Rond Vidar pero no los poderes combinados de la legión y de los planetas unidos. Mordru se une a Glorith y juntos hacen una serie de intentos por asegurar el poder. Uno de estos intentos perturba la lógica interna de la historia de crossover de la Hora Cero.

### Relaciones con otros villanos (Antes de la hora cero)
Debido al poder de Mordru, otros aspirantes a conquistadores del siglo 30 consideran Mordru (y a La Legión) en sus planes. Por ejemplo, Pulsar Stargrave se disfraza del padre de Brainiac 5 y envía al padre en una serie de misiones para reunir artefactos que podrían derrotar a Mordru. Stargrave pide la ayuda del Señor del tiempo, para "manipulador el tiempo". Stargrave ordena al señor del tiempo que pruebe su valor matando a la Legión. Cuando el falla, Stargrave intenta destruir a la legión. Más tarde, un hechicero llamado Sden trata de engañar a la Legión para recuperar otro artefacto, con el objetivo de derrotar a Mordru. 

### Después de la hora cero (siglos XXX y XXXI)
Después de la hora cero, el futuro del Universo DC fue completamente reiniciado. Se había formado una nueva Legión con héroes más jóvenes, y la historia entre los siglos XXI y XX había cambiado. En la historia después de la hora cero Mordru ha establecido un gran imperio en los siglos 28 y 29 antes de ser encarcelado por Mysa (ahora su hija en lugar de su aprendiz) en una bóveda hermética en el asteroide Yuen. (En la batalla, los aliados de Mysa son asesinados y ella está severamente envejecida). 
Mordru es liberado por un proyecto minero en el asteroide de Yuen controlado por un grupo de rechazados descontentos de la Legión. La nueva Legión que consiste en Sensor, Umbra y Magno investiga eventos inusuales en el asteroide. Mordru busca sus talismanes perdidos que mantienen su poder tal como el Ojo de Esmeralda de Ekron. El propietario del Ojo defiende la reliquia hasta que una alianza liderada por la Legión (incluyendo a Mysa (quien ahora está envejecido), la workforce y los Amazers vencen a Mordru y lo aprisionan en una esfera hermética. Un punto para revivirlo, Mordru sigue encarcelado.

### Legión de 3 Mundos
En esta historia que es parte de la Crisis Final, Mordru es uno de Legión de SuperVillanos de Superboy-Prime. Mordru gobierna el mundo de hechiceros y mantiene a la Bruja Blanca como rehén. Después de matar a Glorith, Dragonmage y Prince Evillo, Mordru obtiene la magia restante del universo. También recibe el poder de Kinetix (asesinado por Superboy-Prime) y que del otros hechiceros del "Universo-247". Sin embargo, la Bruja Blanca absorbe a Mordru. Debido a Mordru mal de Mordru, al hacerlo se convierte en la "Bruja Negra ".

## Poderes y habilidades
En los siglos 30 y 31, Mordru es el principal hechicero del universo conocido. Es el enemigo individual más poderoso de la "Legión de Super-Héroes". Solo Darkseid y el Señor del tiempo (o Glorith) rivalizan sus poderes.

### Hechicería
Los poderes mágicos de Mordru están entre los más formidables en el universo DC. Incluyen: 
- Invulnerabilidad - Por ejemplo, durante un ataque a la Sociedad de la Justicia en Nueva York, Mordru fue capaz de recibir varios golpes de Power Girl sin ningún daño grave y era capaz resistir un ataque conjunto de la JSA y los combatientes de la libertad.
- Superfuerza
- Vuelo
- Control de la materia a nivel molecular y formación de objetos sólidos
- Generación de energía mágica en pernos o escudos
- Curación de heridas fatales. Por ejemplo, cuándo Alan Scott abrió el abdomen de Mordru con una espada de energía, el hechicero pudo curar la herida en cuestión de segundo antes de arrancar el corazón estrellado del cuerpo de Alan.

### Reliquias mágicas
Los poderes de Mordru son aumentados por depósitos de energía mágica. Ejemplos son la Roca de la Eternidad, los artefactos de Destino, el Cuerpo Estelar y el cuerpo de Arión. 

### Inmortalidad
Mordru es aparentemente un ser sin edad. En JSA: Justice Be Done, el androide Hourman intenta ver la edad Mordru y descubre que su vida no tiene ningún principio o fin. Mordru nunca ha nacido y nunca morirá.

## En otros medios

### Televisión
- Gabriel Dell interpretó a Mordru en la miniserie de acción en vivo en 1979 Leyendas de superhéroes. En este, canta una versión malvada de la canción "Aquello es Diversión!".
- Mordru aparece en la liga de la justicia ilimitada en el episodio "La historia más grande jamas contada". El es presentado como estaba en la encarnación de la Edad de plata. Como el episodio se centra en la aventura de Booster Gold, la historia de Mordru no es explorado. Sin embargo, su poder de dios es mostrado ya que toda la liga lucha contra el para poder derrotarlo (con las excepciones del Detective marciano, Chica halcón, Flash y Booster Gold). Mordru Diezmó Metrópolis en una lucha que duro todo una noche entera y utilizó su mágico para fusionar a Superman y Batman en una sola persona (el cual se parece a Composite Superman con la voz de la Mujer Maravilla). Elongated Man entrega el golpe que lo deja inconsciente derrotándolo, luego es visto envuelto en el cuerpo de Mordru.
- En el episodio "Child's Play" de la Legión de superhéroes, un brujo que se parece a Mordru (con la voz de Richard McGonagle) aparece un miembro del consejo mundial de hechiceros de Zarok. Abiertamente desdeñoso de los "Planetas Unidos", apoya una guerra con la Tierra sobre una pequeña violación en la etiqueta.
- El actual Mordru aparece en el episodio "Trials" expresado por Jim Ward intenta drenar la magia de los magos en el Concilio Mundial de Hechiceros para que pueda gobernar el planeta Zarok. Fue derrotado por Zyx y la Legión.